# Burma i olympiska sommarspelen 1968
Burma, formellt Myanmar, deltog i de olympiska sommarspelen 1968 med en trupp bestående av fyra manliga deltagare, men ingen av dem erövrade någon medalj.